# محمد المومني
محمد حسين المومني (1973)، سياسي أردني شغل منصب وزير الدولة لشؤون الإعلام والناطق الرسمي باسم الحكومة في الفترة (2013-2018). كما تولى منصب وزير الشؤون السياسية والبرلمانية من مارس إلى أغسطس عام 2013.

## المؤهل العلمي
1. درجة الدكتوراه علوم سياسية جامعة شمال تكساس 1998-2003
2. درجة الماجستير علوم سياسية الجامعة الأردنية 1994-1997
3. درجة البكالوريوس علوم سياسية/اقتصاد الجامعة الأردنية 1990-1994

## أهم الوظائف التي شغلها
1. وزير دولة لشؤون الإعلام
2. وزير دولة لشؤون الإعلام ووزير الشؤون السياسية .
3. عميد معهد الإعلام الأردني .
4. مستشار في رئاسة الوزراء لحكومة دولة عون الخصاونة ودولة فايز الطراونة .
5. أستاذ مشارك في قسم العلوم السياسية في جامعة اليرموك .
6. مدير تنفيذي للمركز الإقليمي للأمن الإنساني .
7. ناشر للعديد من الكتب والدراسات والابحاث في المجلات العلمية المحلية والدولية ومراكز الأبحاث الدولية .
8. كاتب في صحيفة الغد الأردنية .
9. معد ومقدم برنامج «قضايا الساعة» في الإذاعة الأردنية .

## الجوائز
جائزة أفضل إنجاز أكاديمي في جامعة شمال تكساس .